# Tumorang
Tumorang is een bestuurslaag in het regentschap Simalungun van de provincie Noord-Sumatra, Indonesië. Tumorang telt 1437 inwoners (volkstelling 2010).